# Зигмунт Гульденштерн
Зигмунт Гульденштерн (пол. Zygmunt Guldenstern, при народженні швед. Sigismund Gyllenstierna, Сигізмунд Юлленшерна, 1598  —1666) — державний діяч, урядник, дипломат Речі Посполитої шведського походження.

## Життєпис
Походив зі знатного шведського роду Гулленштерн, гілки Лундголмен. Син Йогана Гулленштерни, шведського адмірала, та графині Сигрід Браге (доньки Пер Браге Старшого, риксдротса Швеції). Народився Зигмунд у 1598 році в Кальмарі. Його батько був прихильником Сигізмунда Вази у боротьбі з Карлом Зедерманландським. У 1599 році після поразки першого родина Гулленштерна-Лундголмен перебралася до Речі Посполитої, де змінила прізвище на Гульденштерн.
Навчався в академічній гимназії в Торуні. 1608 року втратив матір. З 1615 року слухав лекційні курси в університетах Ростоку і Страсбургу. 1617 року помирає батько Зигмунда. У 1623 року навчався в Лейденському уніерситеті (Голландська республіка). 
По поверненню до Речі Посполитої в середині 1620-х років опинився при дворі короля Сигізмунда III. Пізніше призначається королівським ложничим (відповідав за королівську спальню).
У 1633 році на коронаційному сеймі отримав від нового короля Владислава IV індигенат на підтвердження свого шляхетства. 1635 році призначається заступником королівської військово-морської комісії. Спільно з Герардом Денгоффом брав участь у відновленні флоту Речі Посполитої.
Завдяки шлюбу з донькою Фабіана Чеми отримав у посаг місто Чемо в Королівській Пруссії та староство Штумське. Усі його діти виховувалися у кальвінізмі. 1636 році разом з віленським воєводом Кшиштофом Радзивіллом і лібішовським старостою Анджеєм Реєм очолював похороні заходи Анни Вази, стрийни короля Владислава IV, в м. Торунь. Саме Анна влаштувала в свій час шлюб батьків Зигмунда Гульденштерна, незважаючи на спротив їх родин.
У 1645 році очолював польських лютеран під час з'їзду кальвіністів, католиків і лютеран (Colloquium charitativum) в Торуні, де розглядалися шляхи встановлення релігійного миру в Речі Посполитій. Отримав мальборкську економію
1651 року в Гаднську зафундував родинну каплицю. У 1655 році відмовився перейти на бік шведського короля Карла X Густава, що вдерся до Речі Посполитої. У 1656 році обороняв Мальборк, але вимушений був здати замок шведам. В подальшому призначається каштеляном Гданська і сенатором держави. 1657 року призначено посланцем до королівства Данія, де він домовлявся про спільні дії проти Швеції.
У 1660 році брав участь в укладанні мирного договору в Оліві. Водночас виагав повернення власних речей та коштів, захоплених шведами у 1650-х роках, проте марно.

## Майно
На момент смерті Зигмунта Гульденштерна його маєтки (Заєзеже, Міхорово, Мірани, Кігвуси, Садлуки, Еренфельд, Ліхтенфельдт, Йорданки, Ігли, Гінтера і Закренти) коштували 270 тис. польських злотих, а також було накопичено численні череди великої і дрібної рогатої худоби, комори з різними зерном. Мав також багату бібліотеку.

## Родина
Дружина — Анна, донька Фабіана Цеми, каштеляна Хелміна
Діти:
- Владислав Казимир (д/н—1686), староста Штумський
- Катерина Лукреція, дружина: 1) Яна Казимира Кретковського; 2) Конопацького
- Барбара Маріанна, дружина Владислава Лося, стольника плоцького
- Дорота Феліція, дружина Кшиштова Томаша Дрогойовського, хорунжого перемишлянського